# 7 septembre 1940
Le samedi 7 septembre 1940 est le 251e jour de l'année 1940.

## Naissances
- Abdurrahman Wahid (mort le 30 décembre 2009), religieux musulman et homme d'État indonésien
- Dario Argento, réalisateur et scénariste italien
- Léandre Pourcelot, ingénieur français
- Mario Peña, joueur de basket-ball mexicain
- Roger Chanez, écrivain, poète et essayiste vaudois

## Décès
- Caesar Hull (né le 26 février 1914), aviateur sud-africain
- Edmund Rumpler (né le 4 janvier 1872), ingénieur autrichien
- José Félix Estigarribia (né le 21 février 1888), militaire et homme d'État paraguayen
- Laura Borden (née le 26 novembre 1861), militante canadienne pour les droits des femmes
- Paterson Clarence Hughes (né le 19 septembre 1917), as de l'aviation australien

## Événements
- Découverte de (4066) Haapavesi
- Accords de Craiova
- Création de l'Armée expéditionnaire japonaise d'Indochine
- Début du Blitz sur Londres.
- Weygand délégué du gouvernement pour l'Afrique française.
- Paraguay : le dictateur José Estigarribia meurt dans un accident d’avion et est remplacé par le ministre de la guerre, le général Higinio Morínigo qui assume tous les pouvoirs pendant toute la durée de la guerre, avec l’appui du Brésil et des États-Unis qui veulent éloigner le Paraguay de l’influence de l’Argentine restée neutre (fin en 1948).
- La Dobroudja est rendue à la Bulgarie à la suite des accords de Craiova. Ces pertes de territoires suscitent la colère de la population roumaine et provoquent l’abdication du roi, en faveur de son fils, Michel, sous la pression du général Ion Antonescu, partisan de l’Allemagne (6 septembre).